# N368 (België)
De N368 is een gewestweg in België tussen Oudenburg (N358) en Knesselare (N337). De weg heeft een lengte van ongeveer 40,5 kilometer.
Vrijwel de gehele weg bestaat uit twee rijstroken voor beide rijrichtingen samen.

## Plaatsen langs N368
- Oudenburg
- Westkerke
- Eernegem
- Aartrijke
- Zuidwege
- Ruddervoorde
- Hertsberge
- Beernem
- Sint-Joris
- Knesselare

## N368c
De N368c is een 1,9 kilometer lange aftakking van de N368 in Eernegem. De weg verbindt de N368 met de N33 via de Zedelgemsesteenweg.